# St. Antonius (Rauenthal)

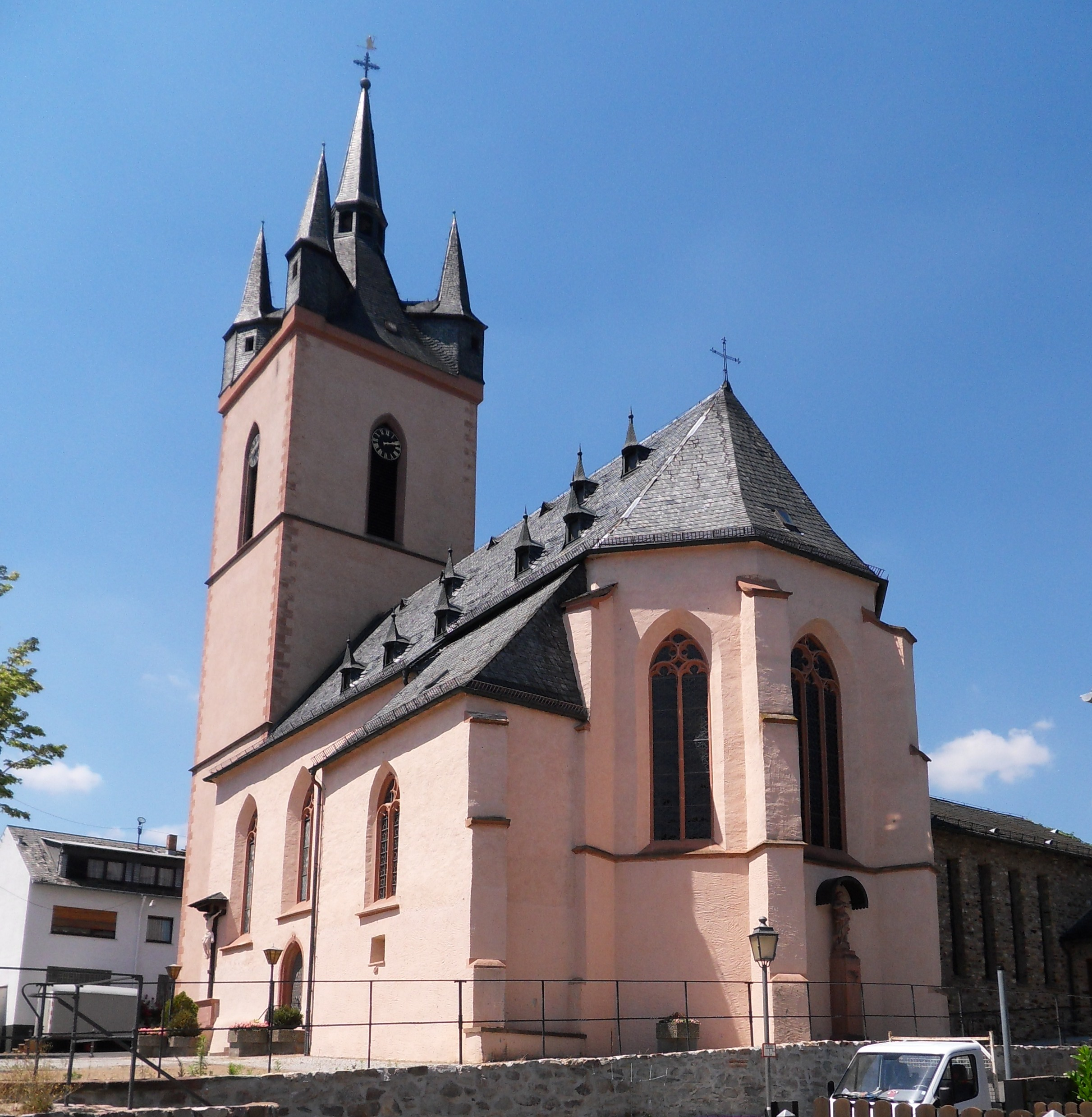
St. Antonius (Rauenthal)

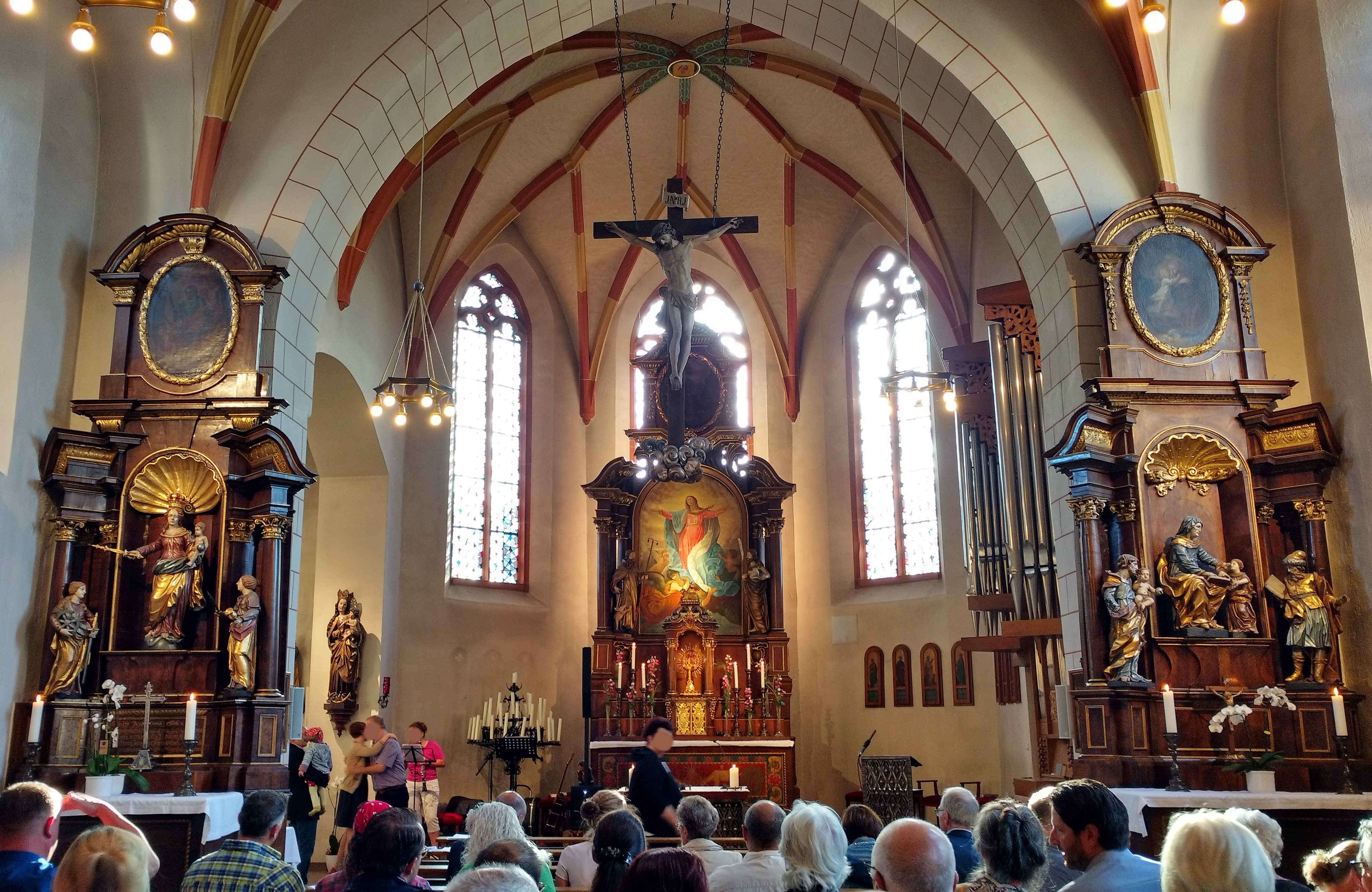
Chorraum St. Antonius (Rauenthal)

Die römisch-katholische, ehemalige Pfarrkirche St. Antonius ist eine gotische Saalkirche in Rauenthal, einem Ortsteil von Eltville am Rhein im Rheingau-Taunus-Kreis in Hessen. St. Antonius ist heute eine Filialkirche der Pfarrei St. Peter und Paul Rheingau, einer Pfarrei neuen Typs. Seit 2015 ist St. Peter und Paul in Eltville auch Pfarrkirche von Rauenthal. Die Pfarrei gehört zum Bezirk Rheingau des Bistums Limburg.

## Geschichte und Architektur
Der Westturm der Pfarrkirche St. Antonius Eremita stammt vermutlich von einer durch Bauablässe nachgewiesenen, in den Jahren von 1326/1327 bis 1339 erbauten Kapelle. Das Schiff und der Chor sind aus dem dritten Viertel des 15. Jahrhunderts und sind durch Bauablässe von 1459 und den 1464 bezeichneten Schlussstein des ehemaligen Südportalvorbaus datiert. Die Wandpfeilerkirche steht in der Tradition der Schule des Hans von Burghausen. Das anfangs flachgedeckte Schiff wurde durch Wolfgang Tenk, der auch in Kiedrich wirkte, mit der Jahresangabe 1492 am westlichen Schlussstein eingewölbt. Der Turmhelm und das Dachwerk entstanden nach einem Brand 1558. In den Jahren 1953/1954 wurde eine Erweiterung an der Nordseite des Chores anstelle der spätmittelalterlichen Michaelskapelle vorgenommen. In den Jahren 1986–1992 fand eine Gesamtrestaurierung statt, bei der ein anfangs freigelegter Zyklus von Wand- und Gewölbemalereien  mit Szenen aus dem Leben des heiligen Antonius Eremita wieder überstrichen wurde.
Das Bauwerk besteht aus einem breiten, dreijochigen Schiff mit einem eingezogenen Chor aus einem Joch mit Fünfachtelschluss und mit einem Westturm, der durch einen Spitzhelm mit eingesetzter Laterne und vier Ecktürmchen bekrönt wird. Die Fenster des Chores und des Schiffes sind mit Fischblasenmaßwerk versehen. Die Strebepfeiler des Schiffs sind nach innen gezogen. Das südliche Portal zeigt durchdringende Stäbe und das Gemeindewappen. Im Chor sind Sterngewölbe auf figürlichen Konsolen zu finden, ähnlich wie in Breithardt, Niederlibbach, Strinz-Trinitatis und Walsdorf. Die nach innen gezogenen Strebepfeiler sind zum Schiffsinnern hin säulenartig abgerundet und durch Schildbögen miteinander verbunden. Den Raumabschluss bilden Sterngewölbe mit doppelt gekehlten Rippen über Konsolen mit Wappenschilden. An der Südseite des Chores ist die netzgewölbte ehemalige Sakristei angebaut, in der seit der Restaurierung von 1954–1956 die Orgel eingebaut ist. Die beiden unteren Turmgeschosse schließen mit Kreuzgewölben.

## Ausstattung
Der Hochaltaraufbau vom 1691 wurde 1691 von Balthasar Seydel geschaffen, die Bildhauerarbeiten von Christian Rosaller. Das Altarblatt wurde 1920 geschaffen und zeigt die Aufnahme Mariens in den Himmel als eine handwerkliche Kopie nach Guido Reni, eingerahmt von Statuen der Heiligen Antonius und Johannes des Täufers. An der Mensa sind im gemalten Antependium zwei Hirsche an der Wasserquelle von Georgio Pickard dargestellt.
Die Seitenaltäre wurden ebenfalls von Seydel und Rosaller geschaffen und sind im nördlichen Altar von 1710 Mariä gewidmet, im südlichen Altar von etwa 1720 der heiligen Anna. Das Triumphkreuz  wurde 1691 von Rosaller aus Holz geschaffen. Ein feingearbeiteter, geschmiedeter spätgotischer Leuchtertisch aus der ersten Hälfte des 15. Jahrhunderts zeigt auf gedrehten Füßen vier Kerzenreifen mit insgesamt 103 Kerzenhaltern und ist vergleichbar mit demjenigen von St. Valentinus in Kiedrich.
An der Nordseite des Chores ist eine feingearbeitete, stehende Muttergottes in Holz aus der Werkstatt des Meisters mit dem Brustlatz aus der Zeit um 1500 (mit Ergänzungen der rechten Hand der Marienfigur und des linken Arms des Kindes) aufgestellt. Sie wurde 1992 restauriert.
Im Chor sind sieben kleine Ölgemälde von der 1956 entfernten Kanzel mit Darstellungen Christi, der Evangelisten, Antonius Eremitas und Johannes des Täufers zu finden. Eine kleine, 1654 gestiftete  Pietà aus Holz mit einer Fassung von 1971 ist in der Nische in der Nordwand des Schiffes aufgestellt, darüber ist ein Gemälde mit der Beweinung Christi von 1684 angebracht.
Weiter westlich ist die Muttergottes auf der Weltkugel mit überreichem Dekor von 1742 aufgestellt. An der Westempore, die 1956 in der Tiefe reduziert wurde, ist die zurückgesetzte Emporenfront mit Brüstungsmalereien zu sehen, die vierzehn Heilige von szenischen Hintergründen aus der Zeit um 1700 zeigt. In der Turmhalle ist der am Becken mit Maßwerk verzierte Taufstein aus der Zeit um 1490 aufgestellt. Im nördlichen Erweiterungsbau sind Holzfiguren des 18. Jahrhunderts von der Verkündigung Mariä und fünf Heiligen sowie die ehemalige Sakristeiglocke in schmiedeeiserner Zierhalterung mit Maßwerk aus der zweiten Hälfte des 15. Jahrhunderts untergebracht.
Außen am Gebäude sind ein überlebensgroßes hölzernes Kruzifix aus dem Jahr 1726 und eine Figur der Immaculata aus Stein von 1763 angebracht.
Die Orgel ist ein Werk der Gebrüder Oberlinger aus dem Jahr 1977 mit 18 Registern auf zwei Manualen und Pedal.

## Glocken
Im Turm sind zwei Glocken von Heinrich von Trier von 1560 aufgehängt: die Gemeindeglocke Maria und die vermutlich aus dem ehemaligen Kloster Tiefenthal stammende Glocke Johannes der Täufer. Von vorherigen Glocken sind eine e¹ und eine c² bekannt, beide 1897 von der Glockengießerei  Hamm, sowie in der Turmlaterne ein Beichtglöckchen von 1920. 1948 wurde das Geläute durch den Guss zweier neuer Glocken, bei der Glocken- und Kunstgießerei Rincker, wieder vervollständigt. Finanziert durch Spenden, erfolgte am 27. November 2024 der Guss einer 5. Glocke, die das Geläute, nach Abschluss der Turmsanierung wahrscheinlich 2025 erweitern wird.
Geläutedisposition: c′ – e′ – fis′ – gis′
| Nr. | Name                   | Masse (kg) | Ø (mm) | Schlagton (16tel) | Gussjahr | Glockengießer       | Inschrift | Bemerkung |  |
| 1   | Maria                  | 2.600      | 1.618  | c1-4              | 1560     | Heinrich von Trier  | „Maria heissen ich / kinder gottes lahden ich / den lebendigen ruffen ich / die doden bklagen ich / bos Wetter verdriben ich / heinrich von trier gos mich“ sowie „· CHRISTMANN IVN VON FR[A]WSTEIN SCHVLTVS ZV / ROWENDAL VND AGELS ELS SIN HVISFRAW · / johannESjaCOBI BURGEnMEISTER · iOHAnnes ClasMan / GericHT SCHREIBER · Anno DNI M° D L X“. | Die Glocke ist sehr aufwändig mit gotischen Zierfriesen, Bilddarstellungen biblischer Szenen, Heiligen und Medaillons ausgeschmückt. |  |
| 2   |                        | 1.280      | 1.318  | e1-8              | 1948     | Gebr. Rincker, Sinn | „BELLO MCMXXXXII CECIDI / VINO MCMXXXXVIII RESURREXI / ASPERAVALLENSIBUS / FRUCTUUM LARGITATEM / MESSIUM COPIAM VINEARUMQUE / SUBSTANTIAM / IMPLORO“ / „PAROCHUS VALENTINUS SCHEUERMANN ME VOCAVIT I RINCKER EX SINN FORMAM MIDI DEDIT / VT PLANGAM IN HONOREM DEI.“                                                                                | Im Krieg 1942 bin ich gefallen, mit dem Wein 1948 auferstanden. Den Rauenthalern erbitte ich reichen Ertrag an Feldfrüchten, fülle an Ernten und den Erhalt der Weinreben. / Pfarrer Valentin Scheuermann hat mich benannt und Rincker aus Sinn gab mir die Form, damit ich zu Ehren Gottes schlage. |  |
| 3   | Friedensglocke         | 650        | 1.178  | fis1-8            | 1948     | Gebr. Rincker, Sinn | PACEM EXTERNAM / INTERNAMQUE / IMPLORO. | Ich erflehe äußeren und inneren Frieden ansonsten die gleiche Inschrift wie Nr. 2 |  |
| 4   | Johannes der Täufer    | 650        | 1.036  | gis1-10           | 1560     | Heinrich von Trier  | „GLORIA IN EXCELSIS DEO ET IN TERRA PAX HOMINIBVS BONE VOLVNTATIS DEVS SIS PROTECTOR OMNIVM IOHANNES PAPTISTA · // VOCATVS SVM BARBARA BEVSERIN ABB[ATISS]A IN DIFFENDAL ANNA LYNDAV · IOH[ANNES] · CL · ALBAN RYDEBWR · IOH[ANNES] SEY · A[NN]O · 1 · 5 · 60“                                                                                      | Ehre sie Gott in der Höhe und auf Erden Friede den Menschen guten Willens. Gott sei der Beschützer aller. Johannes der Täufer bin ich genannt. Barbara Beusserin, Äbtissin in Tiefenthal, Anna Lindau [...] Im Jahre 1560.                                                                           |  |
| 5   | Lebensglocke / Michael |            | 716    | b1-8              | 2024     | Gebr. Rincker, Sinn | „Lebensglocke heiß`ich - freudige Ereignisse begrüß ich“ | Die Glocke wird wahrscheinlich, 2025 nach Abschluss der Turmsanierung, in den Glockenstuhl eingefügt. |  |